# Червона Долина (Гайсинський район)
Черво́на Доли́на — село в Україні, у Теплицькій селищній громаді Гайсинського району Вінницької області. Населення становить 202 особи.

## Історія
12 червня 2020 року, відповідно розпорядження Кабінету Міністрів України № 707-р «Про визначення адміністративних центрів та затвердження територій територіальних громад Вінницької області», село увійшло до складу Теплицької селищної громади.
19 липня 2020 року, в результаті адміністративно-територіальної реформи і ліквідації Теплицького району, село увійшло до складу Гайсинського району.
22 червня 2023 року рішенням Національної комісії зі стандартів державної мови віднесено до списку населених пунктів, які «можуть не відповідати лексичним нормам української мови», зокрема стосуватися «російської імперської чи колоніальної політики». Громаді рекомендовано обґрунтувати доцільність збереження поточної назви або запропонувати нову назву в установленому законодавством порядку.

## Населення

### Мова
Розподіл населення за рідною мовою за даними :
| Мова       | Кількість | Відсоток |
| ---------- | --------- | -------- |
| українська | 200       | 99.01%   |
| російська  | 2         | 0.99%    |
| Усього     | 202       | 100%     |